# Sakołka
Sakołka (biał. Саколка, ros. Соколка) – przystanek kolejowy w miejscowości Ziabrauka, w rejonie homelskim, w obwodzie homelskim, na Białorusi. Położony jest na linii Bachmacz - Homel.